# Шаблино (Кировоградская область)
Шаблино (укр. Шаблине; до 2025 года — Саблино) — село в Субботцевской сельской общине Кропивницкого района Кировоградской области Украины.
Население по переписи 2001 года составляло 682 человека. Почтовый индекс — 27452. Телефонный код — 5233. Занимает площадь 2,218 км². Код КОАТУУ — 3522280803.

## История
Село Шаблино Кировоградской области раскинулось в широкой долине реки Бешки. Основано оно в 1772 году выходцем из Некрасовского хутора. Село относилось к ранним военным поселениям. Исторические источники подтверждают тот факт, что первоначально оно называлось Некрасово, впоследствии Саблино (по фамилии военного наместника генерала Саблина). Село делится рекой Бешкой на две части. Эта тихая река берет свое начало возле села Сокольники и впадает на 53 км в речку Ингулец возле с. Новый Стародуб.
До 2020 года село входило в Знаменский район
В июне 2025 года, постановлением Верховной Рады Украины селу было присвоено название Шаблино